# Rhindov matematični papirus
Rhindov matematični papirus, znan tudi kot Papirus Britanskega muzeja BM 10057 in BM 10058, je eden od najbolj znanih virov staroegipčanske matematike. Ime je dobil po škotskem antikvarju Alexandru  Henryju Rhindu, ki ga je leta 1858 kupil v Luksorju, Egipt. Papirus je bil domnevno najden med nezakonitimi izkopavanji v bližnjem Ramesseumu. Napisan je bil okoli leta 1550 pr. n. št. Britanski muzej, v katerem hranijo večino papirusa, ga je pridobil leta 1865 skupaj z Egipčanskim usnjenim matematičnim zvitkom, ki je bil tudi v Rhindovi lasti. Nekaj manjših fragmentov je v Brooklynskem muzeju v New Yorku, srednjih 18 cm papirusa pa manjka.
Drug zelo znan matematični papirus je Moskovski matematični papirus, ki je krajši od Rhindovega, vendar starejši.
Rhindov matematični papirus je bil napisan v drugem vmesnem obdobju Egipta (okoli 1600 pr. n. št. do okoli 1550 pr. n. št.), ko je pisar  Ahmes (ali Ahmos) prepisal starejše, zdaj izgubljeno besedilo, napisano med vladavino faraona Amenemheta III. iz Dvanajste egipčanske dinastije. Napisan je v hieratski pisavi. Sestavljen je iz več delov, ki skupaj merijo več kot 5 m. Jezikovno in matematično so ga začeli prevajati v poznem 19. stoletju, vendar matematični  aspekt papirusa  še vedno ni popoln. Neprevedeni dokument, ki  je datiran v 33. leto vladanja hiškega kralja Apepija I., vsebuje kasnejše obrobne opombe, napisane verjetno v 11. letu vladanja  njegovega naslednika Hamudija.
V uvodnih odstavkih papirusa Ahmes pravi, da daje »natančno izračunavanje za vpogled v stvari, znanje o vseh stvareh, skrivnostih … vseh skrivnostih«, in nadaljuje: 
Knjiga je bila prepisana v 4. mesecu akheta (obdobje poplav) 33. leta vladanja njegovega veličanstva Nimaatreja, kralja Gornjega in Spodnjega Egipta. Prepis je naredil pisar  Ahmes.
O Rhindovem matematičnem papirusu je bilo napisanih veliko knjig in člankov. Med pomembnejše spada Peetova razprava iz leta 1923, ki je sledila  Griffithovi knjigi I, II in III. Izstopata tudi Chasejev izvleček iz leta 1927/29 s fotografijami besedila in Pregled Rhindovega papirusa, ki sta ga leta 1987 objavila Robins in Shute.

## Prva knjiga: Aritmetika in algebra
Prvi del Rhindovega papirusa vsebuje referenčne preglednice in zbirko 21 aritmetičnih in 20 algebrajskih problemov. Problemi se začnejo z enostavnimi izrazi z ulomki, katerim sledijo bolj zapleteni problemi (sekem)  in bolj zapletene linearne enačbe (aha problemi).
V prvem delu papirusa je tudi preglednica ulomkov {\displaystyle 2/n} za lihe {\displaystyle n} od 3 do 101, izražene z vsoto enotskih ulomkov, na primer
{\displaystyle 2/15=1/10+1/30}.
Razstavljeni ulomek  {\displaystyle 2/n} ni nikoli izražen z vsoto več kot štirih enotskih ulomkov. 
Preglednici sledi manjša preglednica ulomkov števil 1 do 9 deljenih z 10. Ulomek {\displaystyle 7/10} je zapisan z vsoto
{\displaystyle 7/10=2/3+1/10}.
Peglednicama sledi 91 matematičnih problemov, označenih s številkami 1-87, in štirje drugi, označeni s 7B, 59B, 61B in 82B. Problemi 1-7, 7B in 8-40 se ukvarjajo z aritmetiko in elementarno algebro.
Problemi 1-6 se ukvarjajo z deljenjem določenega števila hlebcev kruha na deset ljudi. Rezultati so izraženi z vsoto enotskih ulomkov. 
Problemi 7–20 prikazujejo, kako množiti izraza 
{\displaystyle 1+1/2+1/4=7/4}
in 
{\displaystyle 1+2/3+1/3=2}
z različnimi ulomki. 
Problemi 21–23 so problemi kako dopolniti izraz, ki so v sodobni notaciji enostavno odštevanje.
Problemi 24–34 so aha  problemi oziroma linearne enačbe. Problem 32, na primer, ustreza reševanju enačbe
{\displaystyle x+1/3x+1/4x=2}.
Problemi  35–38 vključujejo deljenje hekata, staroegipčanske prostorninske enote. Od te točke dalje postanejo zelo pomembne merske enote. Resnično pomemben dejavnik v preostalem delu papirusa je dimenzijska analiza. 
Problema  39 in 40 se ukvarjata z delitvijo hlebcev kruha in uporabljata  aritmetična zaporedja.

## Druga knjiga: Geometrija
Drugi del Rindovega papirusa se ukvarja z geometrijskimi problemi 41-59, 59B in 60, ki so večinoma  problemi merjenja.

### Prostornine
Problemi 41 – 46 razlagajo, kako izračunati prostornino valjastih in pravokotnih silosov za žito. V problemu 41 Ahmes računa prostornino valjastega silosa s premerom {\displaystyle d} in višino {\displaystyle h}:
{\displaystyle V=[(1-1/9)d]^{2}h.}
V sodobnem matematičnem zapisu in pretvorbi {\displaystyle D=2r} se enačba zapiše kot
{\displaystyle V=(8/9)^{2}d^{2}h=(256/81)r^{2}h}.
Vrednost ulomka {\displaystyle 256/81} je približno enaka vrednosti {\displaystyle pi} in znaša 3,1605. Napaka je manj kot 1 %.
Problem 47 je preglednica ulomljenih vrednosti, v kateri se prostornina  100 četvernih hekatov (hekat fedu) deli z  mnogokratniki števila 10 od 10 do 100. Kvocienti so izraženi z ulomki Horovega očesa. Včasih se uporablja tudi mnogo manjša volumska enota četverni ro. Četverni hekat in četverni ro sta enoti prostornine, izpeljani iz enotskega hekata in roja, tako da je 1 četverni hekat = 4 hekat = 1280 ro = 320 četverni ro, zato je 
100/10 četverni hekat  = 10 četverni hekat
100/20 četverni hekat  = 5 četverni hekat
100/30 četverni hekat  = (3 + 1/4 + 1/16 + 1/64) četverni hekat  + (1 + 2/3) četverni ro
100/40 četverni hekat  = (2 + 1/2)  četverni hekat
100/50 četverni hekat  = 2 četverni hekat
100/60 četverni hekat  = (1 + 1/2 + 1/8 + 1/32) četverni hekat  + (3 + 1/3) četvi ro
100/70 četverni hekat  = (1 + 1/4 + 1/8 + 1/32 + 1/64)  četverni hekat + (2 + 1/14 + 1/21 + 1/42) četverni ro
100/80 četverni hekat  = (1 + 1/4)  četverni hekat
100/90 četverni hekat  = (1 + 1/16 + 1/32 + 1/64)  četverni hekat + (1/2 + 1/18)  četverni ro
100/100 četverni hekat  = 1 četverni hekat

### Ploščine
Problemi 48–55 razlagajo, kako izračunati ploščine geometrijskih likov. Problem 48 je opazen zato, ker jedrnato izračuna ploščino  kroga s približnim π. Natančneje, problem 48 izrecno poudarja dogovor, ki se uporablja v celotnem razdelku geometrije,  da sta »ploščina kroga in ploščina njemu očrtanega kvadrata v razmerju 64/81«.  Iz tega sledi, da je π = 256/81 oziroma 3,1605..., kar je bilo že omenjeno v razlagi problema 41. 
Drugi problemi razlagajo, kako izračunati ploščine pravokotnikov, trikotnikov in trapezoidov. 

### Piramide
Zadnjih šest problemov je povezanih z nakloni piramid. Problem sekeda je prikazan z naslednjim vprašanjem:
Kakšen je seked piramide, visoke 250 komolcev (kubitov), če njena stranica meri 360 komolcev?
Rešitev problema je izražena z razmerjem med polovico dolžine stranice in višino piramide in pomeni naklon stranske ploskve piramide. Povedano drugače: izračunana vrednost je kotangens kota med osnovno in stransko ploskvijo piramide.

### Tretja knjiga: Razno
Tretje knjiga Rindovega papirusa vsebuje preostalih 91 problemov: 61, 61B, 62-82, 82B, 83-84 in  85-87, ki niso matematične narave. Zadnji del vsebuje bolj zapletene preglednice podatkov, ki pogosto vsebujejo ulomke Horovega očesa, več problemov pefsu, ki so osnovni algebrajski problemi, povezani s pripravo hrane, predvsem peko kruha in varjenjem piva. Problem 79 nakazuje   geometrijsko zaporedje, geometrijsko vrsto in določene kasnejše probleme in  uganke. Tretji del Rhindovega papirusa je torej nekakšna mešanica že predstavljenega gradiva. Problem 61 se nanaša na množenje ulomkov in predstavlja  splošen izraz za računanje {\displaystyle 2/3} ulomka {\displaystyle 1/n}, ki se v sodobnem matematičnem jeziku  zapiše z enačbo
{\displaystyle {\frac {2}{3n}}={\frac {1}{2n}}+{\frac {1}{6n}}}
Tehnika, prikazana v problemu 61B,  je tesno povezana z izpeljavo tabele {\displaystyle 2/n}.
Problemi 62-68 so splošni problemi algebraične narave.  Problemi  69–78 so pefsu problemi v takšni ali drugačni obliki. Vključujejo tudi  izračune števila hlebcev kruha in vrčkov piva, proizvedenih iz enega  hekata žita.
Problem 79 je izračun vsote  pet členov geometrijskega zaporedja. Problema 80 in 81 preračunava  ulomke Horovega očesa hinuja (hekate). Zadnji štirje matematični problemi (82, 82B in 83-84) računajo količino krme, potrebne  za različne živali, na primer za perutnino in govedo. Problemi, zlasti problem 84, so problematični, ker so na splošno dvoumni, zmedeni in preprosto netočni.
Zadnji trije predmeti na papirusu, označene s številkami 85-87, so v nasprotju s prejšnjimi na široko razmetani po hrbtni strani papirusa. So kratke fraze, ki niso povezane z bistvom  dokumenta in se lahko prevedejo na več načinov. Zgleda, da so bile napisane po zaključku pisanja papirusa in nimajo nobene zgodovinske vrednosti.

## Skladnost enot
Ker je bolj ali manj zapleteno gradivo v Rhindovem papirusu povezano s staroegipčanskimi merskimi enotami, zlasti v dimenzijski analizi, ki služi za njihovo pretvarjanje, je potrebno omeniti, katere merske enote se uporabljajo v kateri točki Rhindovega papirusa. Njihov pregled je  na naslednji sliki:
Podrobna razlaga enot je v naslenji točki: Vsebina.

## Vsebina
V naslednji preglednici je v jedrnati sodobni obliki povzeta vsebina Rhindovega papirusa. Preglednica temelji na dveh knjigah o Rhindovem papirusu, ki ju je leta 1927 in 1929 objavil matematik Arnold Buffum Chace. Papirus je v grobem razdeljen na štiri dele: naslovna stran, preglednica ulomkov 2/n, preglednica ulomkov 1-9/10 in 91 problemov. Slednji so oštevilčeni z 1 do 87 in vključujejo štiri matematične probleme, označene s 7B, 59B, 61B in 82B. Številke 85-87 niso matematični problemi, ki sicer tvorijo korpus dokumenta, ampak kratki nepovezani stavki na koncu dokumenta. Zadnji trije stavki so napisani na hrbtni strani papirusa, ločeno od matematične vsebine. Chase  jih je zato imenoval števila, prvih  88 pa problemi.
| Odstavek ali problem | Izjava ali opis problema | Rešitev ali opis | Komentar |
| -------------------- | --- | --- | --- |
| Naslovnica           | Ahmes predstavi sebe in svoje zgodovinsko okolje. | Natančno preračunavanje. Vstop v znanje o vseh obstoječih stvareh in vseh nejasnih skrivnostih. Knjiga je bila prepisana v 4. mesecu obdobja poplav v 33. letu vladanja kralja Gornjega in Spodnjega Egipta A-user-Reja, obdarjenega z življenjem, v želji, da bi se ohranilo staro pisanje iz časa kralja Gornjega in Spodnjega Egipta Ne-ma'et-Reja. To piše pisar Ahmes, ki prepisuje staro pisanje. | Ahmes v naslovnici omenja svoje obdobje in obdobje, v katerem je nastalo izvirno pisanje. Besedilo je napisano na prednji in hrbtni strani papirusa (verso/recto). Za podrobnosti glej sliko. |
| Preglednica 2/n      | Izrazi kvociente od 2/3 do 2/101, v katerih so vsi imenovalci lihi, kot egipčanske ulomke. | Ulomki in rešitve so v Rhindov matematični papirus, preglednica 2/n | V celem papirusu je večina rešitev zapisana v egipčanski ulomljeni obliki dobljenega realnega števila. Ker imajo vsa pozitivna realna števila neskončno mnogo oblik zapisa, te rešitve niso edinstvene. Upoštevati je treba tudi to, da je ulomek 2/3 edina izjema, ki jo je Ahmes poleg celih števil uporabljal za izražanje egipčanskih ulomkov. Za preglednico 2/n se lahko reče, da delno sledi algoritmu za izražanje produkta 2/3 in recipročne vrednosti 2n+1 za lihe n v egipčanskih ulomkih. Če je n praštevilo, se algoritem v mnogo primerih ne uporablja. Na metodo reševanja preglednice 2/n se zato pogosto gleda kot na začetek teorije števil in ne zgolj na aritmetiko. |
| Preglednica 1-9/10   | Zapiši kvociente od 1/10 do 9/10 kot egipčanske ulomke. | {\displaystyle {\frac {1}{10}}={\frac {1}{10}}\;\;\;;\;\;\;{\frac {2}{10}}={\frac {1}{5}}\;\;\;;\;\;\;{\frac {3}{10}}={\frac {1}{5}}+{\frac {1}{10}}} {\displaystyle {\frac {4}{10}}={\frac {1}{3}}+{\frac {1}{15}}\;\;\;;\;\;\;{\frac {5}{10}}={\frac {1}{2}}\;\;\;;\;\;\;{\frac {6}{10}}={\frac {1}{2}}+{\frac {1}{10}}} {\displaystyle {\frac {7}{10}}={\frac {2}{3}}+{\frac {1}{30}}\;\;\;;\;\;\;{\frac {8}{10}}={\frac {2}{3}}+{\frac {1}{10}}+{\frac {1}{30}}\;\;\;;\;\;\;{\frac {9}{10}}={\frac {2}{3}}+{\frac {1}{5}}+{\frac {1}{30}}} | - |
| Problemi 1-6         | 1,2,6,7,8 in 9 hlebcev kruha enakomerno razdeli 10 možem. Delež vsakega moža izrazi z egipčanskimi ulomki. | {\displaystyle {\frac {1}{10}}={\frac {1}{10}}\;\;\;;\;\;\;{\frac {2}{10}}={\frac {1}{5}}} {\displaystyle {\frac {6}{10}}={\frac {1}{2}}+{\frac {1}{10}}\;\;\;;\;\;\;{\frac {7}{10}}={\frac {2}{3}}+{\frac {1}{30}}} {\displaystyle {\frac {8}{10}}={\frac {2}{3}}+{\frac {1}{10}}+{\frac {1}{30}}\;\;\;;\;\;\;{\frac {9}{10}}={\frac {2}{3}}+{\frac {1}{5}}+{\frac {1}{30}}} | Prvih šest problemov na papirusu je ponavljanje podatkov iz preglednice 1-9/10, samo da so zdaj vključeni v besedilo. |
| 7, 7B, 8-20          | Naj bo {\displaystyle S=1+1/2+1/4={\frac {7}{4}}} in {\displaystyle T=1+2/3+1/3=2}. Nato za naslednja množenja produkt napiši kot egipčanski ulomek. | {\displaystyle 7:{\bigg (}{\frac {1}{4}}+{\frac {1}{28}}{\bigg )}S={\frac {1}{2}}\;\;\;;\;\;\;7B:{\bigg (}{\frac {1}{4}}+{\frac {1}{28}}{\bigg )}S={\frac {1}{2}}\;\;\;;\;\;\;8:{\frac {1}{4}}T={\frac {1}{2}}} {\displaystyle 9:{\bigg (}{\frac {1}{2}}+{\frac {1}{14}}{\bigg )}S=1\;\;\;;\;\;\;10:{\bigg (}{\frac {1}{4}}+{\frac {1}{28}}{\bigg )}S={\frac {1}{2}}\;\;\;;\;\;\;11:{\frac {1}{7}}S={\frac {1}{4}}} {\displaystyle 12:{\frac {1}{14}}S={\frac {1}{8}}\;\;\;;\;\;\;13:{\bigg (}{\frac {1}{16}}+{\frac {1}{112}}{\bigg )}S={\frac {1}{8}}\;\;\;;\;\;\;14:{\frac {1}{28}}S={\frac {1}{16}}} {\displaystyle 15:{\bigg (}{\frac {1}{32}}+{\frac {1}{224}}{\bigg )}S={\frac {1}{16}}\;\;\;;\;\;\;16:{\frac {1}{2}}T=1\;\;\;;\;\;\;17:{\frac {1}{3}}T={\frac {2}{3}}} {\displaystyle 18:{\frac {1}{6}}T={\frac {1}{3}}\;\;\;;\;\;\;19:{\frac {1}{12}}T={\frac {1}{6}}\;\;\;;\;\;\;20:{\frac {1}{24}}T={\frac {1}{12}}} | Enaka multiplikanda, v tem problemu označena z S in T, se neprestano ponavljata v vseh problemih. Ahmes isti problem obravnava na kar treh mestih (7, 7B, 10) in ga včasih rešuje nekoliko drugače. |
| 21-38                | Za vse naslednje linearne enačbe s spremenljivko {\displaystyle x}, izračunaj {\displaystyle x} in ga izrazi kot egipčanski ulomek. | {\displaystyle 21:{\bigg (}{\frac {2}{3}}+{\frac {1}{15}}{\bigg )}+x=1\;\;\;\rightarrow \;\;\;x={\frac {1}{5}}+{\frac {1}{15}}} {\displaystyle 22:{\bigg (}{\frac {2}{3}}+{\frac {1}{30}}{\bigg )}+x=1\;\;\;\rightarrow \;\;\;x={\frac {1}{5}}+{\frac {1}{10}}} {\displaystyle 23:{\bigg (}{\frac {1}{4}}+{\frac {1}{8}}+{\frac {1}{10}}+{\frac {1}{30}}+{\frac {1}{45}}{\bigg )}+x={\frac {2}{3}}\;\;\;\rightarrow \;\;\;x={\frac {1}{9}}+{\frac {1}{40}}} {\displaystyle 24:x+{\frac {1}{7}}x=19\;\;\;\rightarrow \;\;\;x=16+{\frac {1}{2}}+{\frac {1}{8}}} {\displaystyle 25:x+{\frac {1}{2}}x=16\;\;\;\rightarrow \;\;\;x=10+{\frac {2}{3}}} {\displaystyle 26:x+{\frac {1}{4}}x=15\;\;\;\rightarrow \;\;\;x=12} {\displaystyle 27:x+{\frac {1}{5}}x=21\;\;\;\rightarrow \;\;\;x=17+{\frac {1}{2}}} {\displaystyle 28:{\bigg (}x+{\frac {2}{3}}x{\bigg )}-{\frac {1}{3}}{\bigg (}x+{\frac {2}{3}}x{\bigg )}=10\;\;\;\rightarrow \;\;\;x=9} {\displaystyle 29:{\frac {1}{3}}{\Bigg (}{\bigg (}x+{\frac {2}{3}}x{\bigg )}+{\frac {1}{3}}{\bigg (}x+{\frac {2}{3}}x{\bigg )}{\Bigg )}=10\;\;\;\rightarrow \;\;\;x=13+{\frac {1}{2}}} {\displaystyle 30:{\bigg (}{\frac {2}{3}}+{\frac {1}{10}}{\bigg )}x=10\;\;\;\rightarrow \;\;\;x=13+{\frac {1}{23}}} {\displaystyle 31:x+{\frac {2}{3}}x+{\frac {1}{2}}x+{\frac {1}{7}}x=33\;\;\;\rightarrow } {\displaystyle x=14+{\frac {1}{4}}+{\frac {1}{56}}+{\frac {1}{97}}+{\frac {1}{194}}+{\frac {1}{388}}+{\frac {1}{679}}+{\frac {1}{776}}} {\displaystyle 32:x+{\frac {1}{3}}x+{\frac {1}{4}}x=2\;\;\;\rightarrow \;\;\;x=1+{\frac {1}{6}}+{\frac {1}{12}}+{\frac {1}{114}}+{\frac {1}{228}}} {\displaystyle 33:x+{\frac {2}{3}}x+{\frac {1}{2}}x+{\frac {1}{7}}x=37\;\;\;\rightarrow \;\;\;x=16+{\frac {1}{56}}+{\frac {1}{679}}+{\frac {1}{776}}} {\displaystyle 34:x+{\frac {1}{2}}x+{\frac {1}{4}}x=10\;\;\;\rightarrow \;\;\;x=5+{\frac {1}{2}}+{\frac {1}{7}}+{\frac {1}{14}}} {\displaystyle 35:{\bigg (}3+{\frac {1}{3}}{\bigg )}x=1\;\;\;\rightarrow \;\;\;x={\frac {1}{5}}+{\frac {1}{10}}} {\displaystyle 36:{\bigg (}3+{\frac {1}{3}}+{\frac {1}{5}}{\bigg )}x=1\;\;\;\rightarrow \;\;\;x={\frac {1}{4}}+{\frac {1}{53}}+{\frac {1}{106}}+{\frac {1}{212}}} {\displaystyle 37:{\bigg (}3+{\frac {1}{3}}+{\frac {1}{3}}\cdot {\frac {1}{3}}+{\frac {1}{9}}{\bigg )}x=1\;\;\;\rightarrow \;\;\;x={\frac {1}{4}}+{\frac {1}{32}}} {\displaystyle 38:{\bigg (}3+{\frac {1}{7}}{\bigg )}x=1\;\;\;\rightarrow \;\;\;x={\frac {1}{6}}+{\frac {1}{11}}+{\frac {1}{22}}+{\frac {1}{66}}} | Problem 31 ima posebno težavno rešitev. Čeprav je izjava v problemih 21-38 včasih zapletena, zlasti v Ahmesovem besedilu, se vsi problemi nazadnje pretvorijo v enostavno linearno enačbo. V nekaterih primerih je merska enota izpuščena, ker je za reševanje problema odvečna. Takšni so problemi 35-38, v katerih sta prvič omenjeni enoti za prostornino hekat in ro, pri čemer je 1 hekat = 320 ro. Enoti se pojavljata v vsem ostalem delu papirusa. Za trenutek se zdi, da je njuna raba v problemih 35-38 zgolj kozmetična. |
| 39                   | 100 hlebcev kruha razdeli 10 možem. 50 hlebcev razdeli štirim možem tako, da bo vsak dobil enak delež {\displaystyle y}. Drugih 50 hlebcev razdeli šestim možem tako, da bo vsak dobil enak delež {\displaystyle x}. Izračunaj razliko med deležema {\displaystyle y-x} in jo izrazi kot egipčanski ulomek. | {\displaystyle y-x=4+{\frac {1}{6}}} | S problemom 39 se začnejo problemi z več kot eno neznanko. |
| 40                   | 100 hlebcev kruha razdeli med pet mož. Njihovi deleži tvorijo aritmetično zaporedje, v katerem je razlika med sosednjima deležema vedno enaka {\displaystyle \Delta }. Razen tega je vsota treh največjih deležev sedemkrat večja od vsote dveh najmanjših. Izračunaj {\displaystyle \Delta } in jo zapiši z egipčanskim ulomkom. | {\displaystyle \Delta =9+{\frac {1}{6}}} | S problemom 40 se končuje aritmetično/algebrajski del papirusa. Sledi njegov geometrijski del. Za problemom 40 je v papirusu velik prazen prostor, ki vizualno nakazuje konec prejšnjega dela. Problem 40 je Ahmes rešil tako, da je najprej obravnaval analogen primer s 60 hlebci. Nato je predpostavil, da je v tem primeru razlika 5 ½ in da je najmanjši delež enak 1. Nato je izračunal druge deleže in jih preračunal na 100 hlebcev. Četudi Ahmes ni prikazal reševanja problema, je implicitno jasno, da je v prvem koraku opravil množenje 5/3 x 11/2, da bi dobil pet deležev. Omeniti je treba, da se mora pri reševanju problema upoštevati štiri pogoje: (a) vsote vseh pet deležev je enaka 100, (b) velikost deležev od najmanjšega do največjega, (c) stalno razliko med zaporednimi deleži, (d) vsota treh največjih deležev je enaka sedmim vsotam dveh najmanjših. Problem se lahko reši tako, da se z elementarno algebro rešijo prvi trije pogoji, potem pa se z dodajanjem četrtega pogoja ugotavlja skladnost rezultata s postavljenimi pogoji. Ko so izpolnjeni vsi štirje pogoji, je rešitev prava. Problem je torej bolj zahteven primer reševanja linearnih enačb od prejšnjih in prehaja v linearno algebro. |
| 41                   | S formulo {\displaystyle V={\bigg (}d-{\frac {1}{9}}d{\bigg )}^{2}h} {\displaystyle ={\frac {64}{81}}d^{2}h} izračunaj prostornino valjastega silosa za žito s premerom 9 komolcev in višino 10 komolcev. Rezultat izrazi v kubičnih komolcih. Rezultat nato z enačbo 1 kubični komolec = 3/2 kharja = 30 hekatov = 15/2 četvernih hekatov pretvori v druge enote in zapiši rezultate. | {\displaystyle V=640\;\;\;komolec^{3}} {\displaystyle =960\;\;\;khar} {\displaystyle =4800\;\;\;cetverni\;\;\;hekat} | S tem problemom se začne geometrijski del papirusa in daje prvi nepravilni rezultat, četudi z zelo dobrim približkom {\displaystyle \pi }, ki od pravega odstopa mnaj kot 1 %. Pretvarjanje v druge prostorninske enota odkriva tudi enoti četverni hekat in khar. Problem 41 je zato tudi prvi problem, ki se ukvarja z dimenzijsko analizo. |
| 42                   | S formulo in podatki za pretvarjenje enot iz problema 41 izračunaj prostornino valjastega silos za žito s premerom 10 komolcev in višino 10 komolcev. Rezultat izrazi v kubičnih komolcih, kharjih in stotinah četvernega hekata, pri čemer je 400 hekatov = 100 četvernih hekatov = 1 sto-četverni hekat. Rezultate napiši z egipčanskimi ulomki. | {\displaystyle V={\bigg (}790+{\frac {1}{18}}+{\frac {1}{27}}+{\frac {1}{54}}+{\frac {1}{81}}{\bigg )}\;\;\;komolec^{3}} {\displaystyle ={\bigg (}1185+{\frac {1}{6}}+{\frac {1}{54}}{\bigg )}\;\;\;khar} {\displaystyle ={\bigg (}59+{\frac {1}{4}}+{\frac {1}{108}}{\bigg )}\;\;\;sto\;\;\;cetverni\;\;\;hekat} | Problem 42 je ponovitev problema 41 s podobnim pretvarjenjem enot. Čeprav se problema začenjata enako, je v drugem problemu precej bolj vključena aritmetika. Pojavljajo se tudi ulomljeni izrazi, ki jih v izvirnem dokumentu ni. Kontekst problema je kljub temu zadosten za zapolnjevanje vrzeli, zato si je Chace v svoj matematični prevod dovolil dodati delne izraze, ki so privedli do interno skladne rešitve. |
| 43                   | S formulo za prostornino {\displaystyle V={\frac {2}{3}}{\Bigg (}{\bigg (}d-{\frac {1}{9}}d{\bigg )}+{\frac {1}{3}}{\bigg (}d-{\frac {1}{9}}d{\bigg )}{\Bigg )}^{2}h} {\displaystyle ={\frac {2048}{2187}}d^{2}h} izračunaj prostornino silosa s premerom 9 komolcev in višino 6 komolcev. Rezultat zapiši v egipčanskih ulomkih kharja in nato egipčanskih ulomkih četvernega hekata in četvernega roja, pri čemer je 1 četverni hekat = 4 hekat = 1280 ro = 320 četverni ro. | {\displaystyle V={\bigg (}455+{\frac {1}{9}}{\bigg )}\;\;\;khar} {\displaystyle ={\bigg (}2275+{\frac {1}{2}}+{\frac {1}{32}}+{\frac {1}{64}}{\bigg )}\;\;\;cetverni\;\;\;hekat} {\displaystyle +{\bigg (}2+{\frac {1}{2}}+{\frac {1}{4}}+{\frac {1}{36}}{\bigg )}\;\;\;cetverni\;\;\;ro} | Problem 43 predstavlja prvo resno napako v papirusu. Ahmes ali vir, iz katerega je prepisoval, je poskušal po bližnjici v enem samem koraku opraviti izračun prostornine in pretvorbo kubičnih vatlov v kharje, s čimer se je nameraval izogniti rabi kubičnih vatlov v začetnem rezultatu. Njegov poskus je spodletel, ker je del postopka, uporabljenega v problemih 41 in 42, verjetno uporabil v problemu 43, s čimer naj bi dobil skladen rezultat po drugi metodi in novo formulo za izračun prostornine. Nova formula je neskladna in slabša od formule, ki jo je uporabil v problemih 41 in 42. |
| 44, 45               | En kubični komolec je enak 15/2 četvernega hekata. Predpostavi (44) silos za žito v obliki kocke z robovi 20 komolcev. Izračunaj prostornino {\displaystyle V} v četvernih hekatih. Na drugi strani (45) predpostavi silos za žito v obliki kocke s prostornino 7500 četvernih hekatov in izračunaj dolžino njenega roba {\displaystyle l} v komolcih. | {\displaystyle V=7500\;\;\;cetvernih\;\;hekatov} {\displaystyle l=10\;\;\;komolcev} | Problem 45 je natančno obrnjen problem 44, zato sta predstavljena skupaj. |
| 46                   | Pravokoten prizmatičen silos za žito ima prostornino 2500 četvernih hekatov. Izračunaj njegove dimenzije {\displaystyle l_{1},l_{2},l_{3}} v komolcih. | {\displaystyle l_{1}=l_{2}=10\;\;\;komolcev} {\displaystyle l_{3}=3+{\frac {1}{3}}\;\;\;komolca} | Problem, kakor je zastavljen, ima seveda neskončno število rešitev. Enostavna rešitev je tesno povezana s problemoma 44 in 45. |
| 47                   | Prostornino 100 četvernih hekatov deli z mnogokratniki števila 10 od 10 do 100. Rezultate izrazi z egipčanskimi ukomki četvernega hekata in četvernega ro in jih prikaži v preglednici. | {\displaystyle {\begin{bmatrix}{\frac {100}{10}}&c.\;hekat&=&10&c.\;hekat\\{\frac {100}{20}}&c.\;hekat&=&5&c.\;hekat\\{\frac {100}{30}}&c.\;hekat&=&(3+{\frac {1}{4}}+{\frac {1}{16}}+{\frac {1}{64}})&c.\;hekat\\&&+&(1+{\frac {2}{3}})&c.\;ro\\{\frac {100}{40}}&c.\;hekat&=&(2+{\frac {1}{2}})&c.\;hekat\\{\frac {100}{50}}&c.\;hekat&=&2&c.\;hekat\\{\frac {100}{60}}&c.\;hekat&=&(1+{\frac {1}{2}}+{\frac {1}{8}}+{\frac {1}{32}})&c.\;hekat\\&&+&(3+{\frac {1}{3}})&c.\;ro\\{\frac {100}{70}}&c.\;hekat&=&(1+{\frac {1}{4}}+{\frac {1}{8}}+{\frac {1}{32}}+{\frac {1}{64}})&c.\;hekat\\&&+&(2+{\frac {1}{14}}+{\frac {1}{21}}+{\frac {1}{42}})&c.\;ro\\{\frac {100}{80}}&c.\;hekat&=&(1+{\frac {1}{4}})&c.\;hekat\\{\frac {100}{90}}&c.\;hekat&=&(1+{\frac {1}{16}}+{\frac {1}{32}}+{\frac {1}{64}})&c.\;hekat\\&&+&({\frac {1}{2}}+{\frac {1}{18}})&c.\;ro\\{\frac {100}{100}}&c.\;hekat&=&1&c.\;hekat\\\end{bmatrix}}} | V problemu 47 je Ahmes še posebej vztrajen pri predstavljanju bolj zamotanih nizov ulomkov Horovega očesa, kolikor je sploh mogoče. Za podobne preference predstavljanja glej problema 64 in 80. Zaradi omejitve prostora je izraz »četverni« v vseh primerih skrajšan na »c.«. |
| 48                   | Primerjaj ploščini kroga s premerom 9 in njemu očrtanega kvadrata s stranico 9. Kakšno je razmerje med ploščinama kroga in kvadrata? | {\displaystyle {\frac {64}{81}}} | Naloga in rešitev problema 48 izrecno izraža prednostno metodo aproksimiranja ploščine kroga, uporabljene v problemih 41-43, ki je seveda napačna. Prvotni opis problema 48 vključuje uporabo ploščinske enote setat, ki je zaenkrat kozmetična, kasneje pa se pogosto pojavlja. |
| 49                   | Ket je dolžinska enota, enaka 100 komolcev. Komolec trak je pravokoten trak, širok 1 komolec in dolg 100 komolcev, torej meri 100 kvadratnih komolcev, ne glede na obliko ploskve. Predpostavi pravokoten kos zemlje z dimenzijama 10 ket x 1 ket, izračunaj njegovo ploščino {\displaystyle A} in jo izrazi v komolec trakovih. | {\displaystyle A=1000\;\;\;komolec\;\;\;trakov} | - |
| 50                   | Kvadratni ket je ploščinska enota, enaka enemu setatu. Predpostavi krog s premerom 9 ketov. Izračunaj njegovo ploščino {\displaystyle A} in jo izrazi v setatih. | {\displaystyle A=64\;\;\;setatov} | Problem 50 je podkrepitev pravila iz problema 48, da je razmerje med ploščinama kroga in njemu očrtanega kvadrata 64/81, ki prevladuje v celem papirusu. |
| 51                   | Trikoten kos zemlje ima osnovnico 4 kete in višino 10 ketov. Izračunaj njegovo ploščino {\displaystyle A} in jo izrazi v setatih. | {\displaystyle A=20\;\;\;setatov} | Postavitev in rešitev problema 51 uporablja znano formulo za računanje ploščine trikotnika. Zaradi prejšnjih napak in težav s prevajanjem se pojavljata vprašanji, ali je imel Ahmes v mislih pravokotni trikotnik in ali je dejansko razumel pogoje, pod katerimi je naveden odgovor pravilen. Nejasno je zlasti to, ali je bila dimenzija 10 ketov mišljena kot višina trikotnika. V tem primeru je problem pravilno obdelan, če je bila mišljena kot stranica trikotnika, pa bi bil odgovor pravilen samo za pravokotni trikotnik. Ti problemi in zmeda se vlečejo tudi skozi probleme 51-53 do trenutka, ko Ahmes izgubi razumevanje tega, kar počne, zlasti v problemu 53. |
| 52                   | Parcela ima obliko trapeza z osnovnicama 6 ketov in 4 kete. Njena višina je 20 ketov. Izračunaj njeno ploščino {\displaystyle A} v setatih. | {\displaystyle A=100\;\;\;setatov} | Problem 52 je skoraj enak problemu 51. Metoda reševanja je podobna sodobni metodi. Podobno kot v problemu 51 se tudi v tem odpira vprašanje, ali je Ahmes resnično razumel tisto, kar dela. |
| 53                   | Enakokrak trikotnik, na primer zemljišča, ima osnovnico 4 1/2 keta in višino 14 ketov. Dve vzporednici z osnovnico delita trikotnik na tri dele – v spodnji in srednji trapez in majhen enakokrak trikotnik na vrhu. Prva vzporednica seka trikotnik na njegovi sredini (7 ketov), druga pa na njegovi četrtini, merjeno od osnovnice (3 1/2 keta). Manjši trikotnik ima torej višino 7 ketov. Izračunaj dolžini daljše in krajše vzporednice {\displaystyle l_{1},l_{2}} in ju izrazi v egipčanskih ulomkih ket. Zatem izračunaj ploščine {\displaystyle A_{1},A_{2},A_{3}} nastalih odsekov, se pravi večjega in manjšega trapeza in manjšega trikotnika, in jih izrazi v egipčanskih ulomkih setata in komolec traku. Za pretvarjanje uporabi enačbo 1 setat = 100 komolec trakov. | {\displaystyle l_{1}={\bigg (}2+{\frac {1}{4}}{\bigg )}\;\;\;keta} {\displaystyle l_{2}={\bigg (}3+{\frac {1}{4}}+{\frac {1}{8}}{\bigg )}\;\;\;keta} {\displaystyle A_{1}={\bigg (}13+{\frac {1}{2}}+{\frac {1}{4}}{\bigg )}\;\;\;setata+{\bigg (}3+{\frac {1}{8}}{\bigg )}\;\;\;komolec\;\;\;traka} {\displaystyle A_{2}={\bigg (}9+{\frac {1}{2}}+{\frac {1}{4}}{\bigg )}\;\;\;setata+{\bigg (}9+{\frac {1}{4}}+{\frac {1}{8}}{\bigg )}\;\;\;komolec\;\;\;traka} {\displaystyle A_{3}={\bigg (}7+{\frac {1}{2}}+{\frac {1}{4}}+{\frac {1}{8}}{\bigg )}\;\;\;setata} | Problem 53 je bolj zapleten in obremenjen z mnogo enakimi vprašanji kot problema 51 in 52 - dvoumnostjo prevajanja in več numeričnimi napakami. Zdi se, da se pri spodnjem trapezu Ahmesu zatakne pri iskanju gornje osnovnice in v izvirniku predlaga, da se od trikotnika, ki meri (domnevno) 4 1/2 x 3 1/2 (ket), odšteje »1/10, ki je enaka 1 + 1/4 + 1/8 setata + 10 komolec trakov.« Odgovor ni skladen z drugimi podatki iz tega problema. Na srečo kontekst problemov 51 in 52 skupaj z osnovnico, daljšo in krajšo vzporednico, ki so podane kot 4 + 1/2, 2 + 1/4 in 7 + 1/2 + 1 / 4 + 1/8 kheta, omogoča razlago in rešitev problema. |
| 54                   | Na zemljišču je deset parcel. Vsaka parcela je razdeljena na deset delov, tako da je vsota vseh novih delov enaka 7 setatov. Vsi novi deli so enaki. Izračunaj ploščino {\displaystyle A} posameznega novega dela in jo izrazi z egipčanskimi ulomki setata in komolec traka. | {\displaystyle A={\bigg (}{\frac {1}{2}}+{\frac {1}{5}}{\bigg )}\;\;\;setata} {\displaystyle ={\bigg (}{\frac {1}{2}}+{\frac {1}{8}}{\bigg )}\;\;\;setata+{\bigg (}7+{\frac {1}{2}}{\bigg )}\;\;\;komolec\;\;\;traka} | - |
| 55                   | Na zemljišču je pet parcel. Iz vsake parcele izloči del zemljišča, tako da je vsota ploščin izločenih delov 3 setate. Vsi izločeni deli so enaki. Izračunaj ploščino {\displaystyle A} posameznega izločenega dela in jo izrazi z egipčanskimi ulomki setata in komolec traka. | {\displaystyle A={\bigg (}{\frac {1}{2}}+{\frac {1}{10}}{\bigg )}\;\;\;setata} {\displaystyle ={\frac {1}{2}}\;\;\;setata+10\;\;\;komolec\;\;\;trakov} | - |
| 56                   | (1) Dolžinska enota komolec se v nadaljevanju papirusa nanaša na kraljevi komolec, ki je enak 7 palm, palma pa je enaka 4 prstom. Povedano drugače: 1 kraljevi komolec = 7 palm = 28 prstov. (2) Predpostavi kvadratno piramido, katere osnovna ploskev je koplanarna z ravnino, recimo tlemi, tako da imajo vse trikotne ravnine piramide diedrski kot {\displaystyle \theta } v primerjavi z osnovno ploskvijo. Povedano drugače, {\displaystyle \theta } je kot med stransko in osnovno ploskvijo. Seked takšne piramide z višino {\displaystyle a} in osnovnico {\displaystyle b} je definiran kot fizična dolžina {\displaystyle S}, tako da je ulomek {\displaystyle {\frac {S}{1\;\;\;kraljevi\;\;\;komolec}}=} {\displaystyle \cot {\theta }}. Seked piramide se lahko razloži tudi kot kvocient prirastka dolžine stranskih ploskev piramide na enoto (komolec) povečanja njene višine. S sekanjem piramide vzporedno z njeno osnovno ploskvijo nastane na njenem preseku enakostranični trikotnik z višino {\displaystyle a} in osnovnico {\displaystyle b}, katerega lahko razdelimo na dva pravokotna trikotnika s krakoma {\displaystyle a,{\frac {b}{2}}}. Seked piramide {\displaystyle S} je enak {\displaystyle \cot {\theta }={\frac {b}{2a}}={\frac {S}{1\;\;\;kraljevi\;\;\;komolec}}} (3) Piramida ima višino 250 komolcev in osnovnico 360 komolcev. Izračunaj njen seked {\displaystyle S} in ga izrazi v egipčanskih ulomkih komolca in palmah. | {\displaystyle S={\bigg (}{\frac {1}{2}}+{\frac {1}{5}}+{\frac {1}{50}}{\bigg )}\;\;\;komolca} {\displaystyle ={\bigg (}5+{\frac {1}{25}}{\bigg )}\;\;\;palme} | Problem 56 je prvi iz niza »piramidnih« ali seked problemov v Rhindovem papirusu, ki se skupaj s problemi 56-59, 59B in 60 ukvarja z naklonom stranic piramide proti osnovni ploskvi, se pravi tlem. Problemi in koncept sekeda so zgodnji začetki trigonometrije. Za razliko od sodobne trigonometrije je povezan s konkretno piramido in njenimi konkretnim dimenzijami. Pri tem uporablja tudi enoto »kratki komolec«, ki meri samo šest palm. |
| 57, 58               | Seked piramide je 5 palm in 1 prst. Stranica osnovne plokve meri 140 komolcev. Izračunaj (57) njeno višino {\displaystyle a} v komolcih. Na drugi strani (58) ima piramida višino 93 + 1/3 komolca in stranico 140 komolcev. Izračunaj njen seked {\displaystyle S} in ga izrazi v palmah in prstih. | {\displaystyle a={\bigg (}93+{\frac {1}{3}}{\bigg )}\;\;\;komolca} {\displaystyle S=5\;\;\;palm+1\;\;\;prst} | Problem 58 je natančno obraten že opisanemu problemu 57. |
| 59, 59B              | Višina piramide (59) je 8 komolcev, njena osnovnica pa 12 komolcev. Izrazi njen seked {\displaystyle S} v palmah in prstih. Na drugi strani (59B) ima piramida seked 5 palm in 1 prst. Izrazi njenop višino {\displaystyle a} v komolcih. | {\displaystyle S=5\;\;\;palm+1\;\;\;prst} {\displaystyle a=8\;\;\;komolcev} | Problema 59 in 59B obravnavata primera, podobna primeroma 57 in 58 in dajeta podobne rezultate. |
| 60                   | Stožčast steber ima višino 30 komolcev in dolžino, točneje premer, 15 komolcev. Izračunaj njegov seked {\displaystyle S} in ga izrazi v komolcih. | {\displaystyle S={\frac {1}{4}}\;\;\;komolca} | Ahmes je za problem predstavil z malo drugačnimi besedami. Iz splošnega konteksta problema in spremljajočega grafa, ki se razlikuje od prejšnjih, je Chase zaključil, da gre za stožec. Pojem sekeda se zlahka prenese na presečno ravnino stožca. S problemom 60 se na papiruu končuje končuje njegov geometrijski del. Problem je hkrati tudi zadnji, napisan na prednji strani papirusa. |
| 61                   | Izračunaj naslednjih sedemnajst množenj in zmnožke v egipčanskih ulomkih zapiši v preglednici. | {\displaystyle {\begin{bmatrix}{\frac {2}{3}}\cdot {\frac {2}{3}}={\frac {1}{3}}+{\frac {1}{9}}&;&{\frac {1}{3}}\cdot {\frac {2}{3}}={\frac {1}{6}}+{\frac {1}{18}}\\{\frac {2}{3}}\cdot {\frac {1}{3}}={\frac {1}{6}}+{\frac {1}{18}}&;&{\frac {2}{3}}\cdot {\frac {1}{6}}={\frac {1}{12}}+{\frac {1}{36}}\\{\frac {2}{3}}\cdot {\frac {1}{2}}={\frac {1}{3}}&;&{\frac {1}{3}}\cdot {\frac {1}{2}}={\frac {1}{6}}\\{\frac {1}{6}}\cdot {\frac {1}{2}}={\frac {1}{12}}&;&{\frac {1}{12}}\cdot {\frac {1}{2}}={\frac {1}{24}}\\{\frac {1}{9}}\cdot {\frac {2}{3}}={\frac {1}{18}}+{\frac {1}{54}}&;&{\frac {2}{3}}\cdot {\frac {1}{9}}={\frac {1}{18}}+{\frac {1}{54}}\\{\frac {1}{4}}\cdot {\frac {1}{5}}={\frac {1}{20}}&;&{\frac {2}{3}}\cdot {\frac {1}{7}}={\frac {1}{14}}+{\frac {1}{42}}\\{\frac {1}{2}}\cdot {\frac {1}{7}}={\frac {1}{14}}&;&{\frac {2}{3}}\cdot {\frac {1}{11}}={\frac {1}{22}}+{\frac {1}{66}}\\{\frac {1}{3}}\cdot {\frac {1}{11}}={\frac {1}{33}}&;&{\frac {1}{2}}\cdot {\frac {1}{11}}={\frac {1}{22}}\\{\frac {1}{4}}\cdot {\frac {1}{11}}={\frac {1}{44}}&&\\\end{bmatrix}}} | Sintaksa izvirnega dokumenta in ponavljajoče množenje kažejo na osnovno razumevanje, da je množenje komutativno. |
| 61B                  | Izrazi splošno formulo za pretvarjanje produkta 2/3 in recipročne vrednosti 2n + 1, v kateri je n poljubno liho število, v naslednjo obliko: {\displaystyle {\frac {2}{3}}\cdot {\frac {1}{2n+1}}={\frac {1}{p}}+{\frac {1}{q}}}. p in q sta naravni števili. Z drugimi besedami: p in q izrazi z n. | {\displaystyle p=2(2n+1)} {\displaystyle q=6(2n+1)} | Problem 61B in opisani postopek razstavljanja sta tesno povezana z računanjem preglednice ulomkov 2/n v Rhindovem papirusu, zlasti v primerih, ko je n mnogokratnik števila 3. Izjava in rešitev problema 61B kažeta na posploševanje, ki ga v konkretnih problemih v nadaljevanju papirusa ni. Problem 61B je zato zgodnji primer tako algebre kot algoritmov. |
| 62                   | Vreča treh žlahtnih kovin, zlata, srebra in svinca, je bila kupljena za 84 šatijev, ki so denarna enota. Vse tri kovine tehtajo enako. Enota za maso je deben. 1 deben zlata stane 12 šatijev, 1 deben srebra 6 šatijev in 1 deben svinca 3 šatije. Izračunaj maso {\displaystyle m} posamezne kovine v vreči. | {\displaystyle m=4\;\;\;debene} | Problem 62 je problem deljenja z nekaj dimenzijske analize. Problem vključuje tudi standardne utežne mere. |
| 63                   | 700 štruc kruha razdeli štirim skupinam mož v naslednjih razmerjih: {\displaystyle {\frac {2}{3}}:{\frac {1}{2}}:{\frac {1}{3}}:{\frac {1}{4}}} . Izračunaj posamezne deleže. | {\displaystyle 266+{\frac {2}{3}}} {\displaystyle 200} {\displaystyle 133+{\frac {1}{3}}} {\displaystyle 100} | - |
| 64                   | Spomni se, da je hekat enota za prostornino. 10 hekatov ječmena razdeli desetim možem v aritmetičnem zaporedju tako, da bo se delež naslednjega moža za 1/8 hekata večji od prejšnjega. Izračunaj vseh deset deležev in jih zapiši v egipčanskih ulomkih hekata v padajočem vrstnem redu. | {\displaystyle {\bigg (}1+{\frac {1}{2}}+{\frac {1}{16}}{\bigg )}\;hekata} {\displaystyle {\bigg (}1+{\frac {1}{4}}+{\frac {1}{8}}+{\frac {1}{16}}{\bigg )}\;hekata} {\displaystyle {\bigg (}1+{\frac {1}{4}}+{\frac {1}{16}}{\bigg )}\;hekata} {\displaystyle {\bigg (}1+{\frac {1}{8}}+{\frac {1}{16}}{\bigg )}\;hekata} {\displaystyle {\bigg (}1+{\frac {1}{16}}{\bigg )}\;hekata} {\displaystyle {\bigg (}{\frac {1}{2}}+{\frac {1}{4}}+{\frac {1}{8}}+{\frac {1}{16}}{\bigg )}\;hekata} {\displaystyle {\bigg (}{\frac {1}{2}}+{\frac {1}{4}}+{\frac {1}{16}}{\bigg )}\;hekata} {\displaystyle {\bigg (}{\frac {1}{2}}+{\frac {1}{8}}+{\frac {1}{16}}{\bigg )}\;hekata} {\displaystyle {\bigg (}{\frac {1}{2}}+{\frac {1}{16}}{\bigg )}\;hekata} {\displaystyle {\bigg (}{\frac {1}{4}}+{\frac {1}{8}}+{\frac {1}{16}}{\bigg )}\;hekata} | Problem 64 je različek problema 40, ki tokrat vključuje neparno število neznank. V sodobnem zapisu so deleži od 25/16 do 7/16, pri čemer tvorijo vmesni števci padajoče zaporedje vmesnih lihih števil. Ahmesovi rezultati so zapisani z ulomki Horovega očesa. Problem 64 primerjaj s problemoma 47 in 80. |
| 65                   | 100 hlebcev kuha neenakomerno razdeli med deset mož. Sedem mož dobi enojen delež. Ostali trije možje so čolnar, delovodja in vratar in dobijo dvojne deleže. Izračunaj oba deleža in ju zapiši v egipčanskih ulomkih. | {\displaystyle 7+{\frac {2}{3}}+{\frac {1}{39}}} {\displaystyle 15+{\frac {1}{3}}+{\frac {1}{26}}+{\frac {1}{78}}} | - |
| 66                   | Spomnimo se, da je hekat enota prostornine in da je en hekat enak 320 ro. 10 hekatov masti se v enem letu (365 dni) razdeli vsaki osebi v enakomernih dnevnih obrokih. V egipčanskih ulomkih hekata in roja izrazi dvnevni obrok {\displaystyle a}. | {\displaystyle a={\frac {1}{64}}\;\;\;hekat+{\bigg (}3+{\frac {2}{3}}+{\frac {1}{10}}+{\frac {1}{2190}}{\bigg )}\;\;\;ro} | Problem 66 v izvirni obliki izrecno trdi, da ima leto za ta izračun 365 dni in v izračunih stalno oporablja število 365. Papirus je zato zgodovinski dokaz, da so Egipčani razumeli pojem leto. |
| 67                   | Pastir je imel čredo živali. Del črede je moral vsako leto dati za darilo svojemu gospodarju. Pastirju je bilo rečeno, da mora dati za darilo dve tretjini ene tretjine svoje prvotne črede. Pastir je dal 70 živali. Poišči velikost prvotne črede. | {\displaystyle 315} | - |
| 68                   | Štirje nadzorniki so odgovorni za štiri skupine mož in sicer 12, 8, 6 in 4 može. Vsi člani vseh skupin delajo z enako hitrostjo, da proizvedejo en delovni proizvod, na primer da požanjejo oral žita. V nekaj časovnih intervalih so te štiri skupine skupaj proizvedle 100 enot ali 100 četvernih hekatov žita in vse svoje proizvode predale svojemu nadzorniku. V hekatih izrazi količine {\displaystyle O_{12},O_{8},O_{6},O_{4}} , ki so jih proizvedle posamezne skupine. | {\displaystyle O_{12}=40\;\;\;cetvernih\;\;\;hekatov} {\displaystyle O_{8}=26+{\frac {2}{3}}\;\;\;cetvernega\;\;\;hekata} {\displaystyle O_{6}=20\;\;\;cetvernih\;\;\;hekatov} {\displaystyle O_{4}=13+{\frac {1}{3}}\;\;\;cetvernega\;\;\;hekata} | - |
| 69                   | (1) Predstavljajte si kuhanje in pripravo hrane. Predpostavimo, da obstajajo trije standardizirani način kuhanja ali proizvodnega procesa, ki za enoto nekega končnega proizvoda porabijo različne količine osnovnih živil, na primer v hekatih. Pefsu {\displaystyle P} enega končnega živilskega proizvoda v primerjavi z enoto osnovnega živila je definiran kot število enot gotove jedi {\displaystyle p}, dobljenih iz natančno enega hekata surovin. Z drugimi besedami, {\displaystyle P={\frac {p\;\;\;gotovih\;\;\;enot}{1\;\;\;hekat_{\;\;\;surovin}}}}. (2) Iz 3 + 1/2 hekata moke se speče 80 hlebcev kruha. Izračunaj količino moke v hekatih in rojih {\displaystyle m}, potrebne za hlebec kruha, in izračunaj pefsu {\displaystyle P} teh hlebcev v primerjavi z moko. Rezultat izrazi v egipčanskih ulomkih. | {\displaystyle m={\frac {1}{32}}\;\;\;hekata+4\;\;\;ro} {\displaystyle P={\bigg (}22+{\frac {2}{3}}+{\frac {1}{7}}+{\frac {1}{21}}{\bigg )}{\frac {hlebec}{hekat_{obrok}}}} | S problemom 69 se začenjajo problemi pefsu (69-78), ki obravnavajo pripravo hrane. Pojem pefsu predpostavlja nek standardiziran proizvodni proces brez nezgod, odpadkov itd. in obravnava samo odnos enote standardiziranega končnega živilskega proizvoda in enote posamezne surovine. Pefsu se torej ne nanaša na primer na proizvodni čas, druge surovine, opremo in drugo v proizvodnem procesu. |
| 70                   | Iz (7 + 1/2 + 1/4 + 1/8) hekatov moke se speče 100 hlebcev kruha. Izračunaj količino moke {\displaystyle m} , potrebne za en hlebec, v hekatih in rojih in pefsu {\displaystyle P} teh hlebcev glede na količino moke. Rezultate izrazi v egipčanskih ulomkih. | {\displaystyle m={\bigg (}{\frac {1}{16}}+{\frac {1}{64}}{\bigg )}\;\;\;hekata+{\frac {1}{5}}\;\;\;ro} {\displaystyle P={\bigg (}12+{\frac {2}{3}}+{\frac {1}{42}}+{\frac {1}{126}}{\bigg )}{\frac {hlebec}{hekat_{moka}}}} | - |
| 71                   | Iz 1/2 hekata beše (surovina) se proizvede natančno en des (kozarec) piva. Predpostavimo, da se proizvaja bolj razredčeno pivo, tako da se ¼ tako proizvedenega piva odlije za kasnejšo rabo. V kozarec s ¾ preostalega piva se dolije voda, tako da se proizvede natančno en poln kozarec razredčenega piva. Izračunaj pefsu {\displaystyle P} razredčenega piva glede na porabljeno bešo in ga izrazi v egipčanskih ulomkih. | {\displaystyle P={\bigg (}2+{\frac {2}{3}}{\bigg )}{\frac {kozarec}{hekat_{besa}}}} | Problem 71 opisuje vmesne korake v proizvodnem procesu in še eno surovino – vodo. Vse to je za razmerje med proizvedenim pivom in uporabljeno surovino, v tem primeru bešo, povsem nepomembno. |
| 72                   | 100 hlebcev kruha pefsu 10 je treba zamenjati za {\displaystyle x} hlebcev kruha pefsu 45. Izračunaj {\displaystyle x}. | {\displaystyle x=450} | Potem, ko je bil definiran pefsu, se problemi 72-78 kvarjajo z zamenjavami različnih količin končnih živil z različnimi pefsuji. Pri tem na splošno upoštevajo, da so proizvodi iz enakih surovin. V problemih 72-78 je skupna surovina moka vedjet, iz katere so proizvajali tudi pivo, zato da se v teh problemih zamenjava tudi kruh za pivo in obratno. V problemu 74 se omenja tudi ječmen iz Gornjega Egipta, vendar je zamenjava zgolj kozmetična. Problemi 72-78 se v bistvu ukvarjajo s tem: enake količine surovin se uporabljajo v dveh različnih proizvodnih procesih, v katerih se proizvedeta različni količini različnih proizvodov z različnima pefsujema. Znan je eden od končnih proizvodov. Drugega je treba izračunati. To se lahko opravi z deljenjem obeh enot (znanih in neznanih) z njunima pefsujema, pri čemer enote končnega proizvoda v dimenzijski analizi izginejo in ostane samo ista surovina. {\displaystyle x}, ki pomeni enako količino surovin za oma proizvoda, se nato zlahka izračuna. |
| 73                   | 100 hlebcev kruha pefsu 10 je treba zamenjati za {\displaystyle x} hlebcev kruha pefsi 15. Izračunaj {\displaystyle x}. | {\displaystyle x=150} | - |
| 74                   | 1000 hlebcev kruha pefsu 5 se razdeli na dva kupa po 500 hlebcev. Prvi kup se nato zamenja s kupom, na katerem je {\displaystyle x} hlebcev kruha pefsu 10, drug kup pa s kupom, na katerem je {\displaystyle y} hlebcev kruha pefsu 20. Izračunaj {\displaystyle x} in {\displaystyle y}. | {\displaystyle x=1000} {\displaystyle y=2000} | - |
| 75                   | 155 hlebcev kruha pefsu 20 se mora zamenjati za {\displaystyle x} hlebcev pefsu 30. Izračunaj {\displaystyle x}. | {\displaystyle x=232+{\frac {1}{2}}} | - |
| 76                   | 1000 hlebcev kruha pefsu 10 (prvi kup) se bo zamenjal za dva druga kupa hlebcev. Število hlebcev na drugih dveh kupih je enako {\displaystyle x}. Na enem od njiju so hlebci pefsu 20, na drugem pa pefsu 30. Izračunaj {\displaystyle x} . | {\displaystyle x=1200} | - |
| 77                   | 10 desov piva pefsu 2 se mora zamenjati za {\displaystyle x} hlebcev kruha pefsu 5. Izračunaj {\displaystyle x}. | {\displaystyle x=25} | - |
| 78                   | 100 hlebcev kruha pefsu 10 se mora zamenjati za {\displaystyle x} desov piva pefsu 2. Izračunaj {\displaystyle x}. | {\displaystyle x=20} | - |
| 79                   | Posestvo poseduje 7 hiš, 49 mačk, 343 miši, 2401 sadik pire in 16807 hekatov (nečesa, kar bi lahko bilo zrnje). Lastnino posestva zapiši v obliki preglednice, vključno z vsoto vseh postavk. | {\displaystyle {\begin{bmatrix}hise&7\\macke&49\\misi&343\\pira&2401\\hekat&16807\\Skupaj&19607\\\end{bmatrix}}} | Problem 79 je predstavljen v njegovi najbolj dobesedni interpretaciji. Je eden od najbolj zanimivih problemov na papirusu in kaže razumevanje geometrijskega zaporedja in celo elementarno razumevanje končne geometrijske vrste. Chace problem razlaga tudi kot nekakšno skrb za pridelek žita, ki bi ga brez mačk požrle miši. V izvirnem dokumentu je število 2401 napisano kot 2301, kar je očitna pisna napaka in je zato popravljeno. Vsa druga števila so pravilna. Ahmesova metoda računanje vsote zaporedja kaže na razumevanje končne geometrijske vrste. Ahmes računa vsoto neposredno s seštevanjem, predstavlja pa tudi enostavno množenje, ki daje enak rezultat: 2801 x 7 = 19607. Ker je prvi člen zaporedja (število hiš 7) hkrati kvocient geometrijskega zaporedja {\displaystyle k}, se vsoto {\displaystyle n} členov zaporedja lahko zapiše kot {\displaystyle \sum \limits _{k=1}^{n}7^{k}=7{\bigg (}1+\sum \limits _{k=1}^{n-1}7^{k}{\bigg )}} Ahmes je računanje poenostavil tako, da je seštel samo prve štiri člene zaporedja (7 + 49 + 343 + 2401 = 2800), prištel 1 in vsoto pomnožil s 7. |
| 80                   | Hinu je dodatna enota prostornine, tako da je en hekat enak deset hinu. Predpostavi, da ima nekdo ulomke Horovega očesa hekata. Pretvori jih v hinu in zapiši v preglednici. | {\displaystyle {\begin{bmatrix}1&hekat&=&10&hinu\\{\frac {1}{2}}&hekat&=&5&hinu\\{\frac {1}{4}}&hekat&=&(2+{\frac {1}{2}})&hinu\\{\frac {1}{8}}&hekat&=&(1+{\frac {1}{4}})&hinu\\{\frac {1}{16}}&hekat&=&({\frac {1}{2}}+{\frac {1}{8}})&hinu\\{\frac {1}{32}}&hekat&=&({\frac {1}{4}}+{\frac {1}{16}})&hinu\\{\frac {1}{64}}&hekat&=&({\frac {1}{8}}+{\frac {1}{32}})&hinu\\\end{bmatrix}}} | - |
| 81                   | Izvedi še drugačno računanje hinu. To pomeni, da izbor egipčanskih ulomkov, od katerih so številni tudi ulomki Horovega očesa, zrazi v hekatih, hinujih in rojih. | | Glavni del problema 81 je veliko večja pretvorbena tabela izbranih egipčanskih ulomkov in razširitev problema 80. Preglednica je ena od največjih v celem Rhindovem papirusu. Prvi del preglednice je natančen prepis preglednice iz problema 80, vendar brez prve vrstice, ki pravi, da je 1 hekat = 10 hinu in se zato tukaj ne ponovi. Drugi del problema je velika preglednica, prikazana na levi sliki. Pozoren bralec bo opazil, da se v več vrsticah ponavljajo identični podatki, in da so identični tudi nekateri podatki za hekat na levi in desni strani preglednice. Za razlago takšnega videza preglenice je treba omeniti dve stvari: Ahmes je natančno prepisoval določene skupine informacij, zato se v različnih delih preglednice ponovijo, in drugič, Ahmes je v svojih prejšnjih izračunih naredil nekaj napak. Veliko napak v preglednici je kasneje popravil in zapisal skladne rezultate. Ker je Chase želel popraviti Ahmesove napake, je v preglednico zapisal točne podatke, zato se nekateri podatki ponavljajo. |
| 82                   | Oceni količino moke vedjet, predelane v kruh, potrebne vsak dan za pitanje deset gosi. V ta namen izvedi naslednje izračune in izrazi količine v sto hekatih, hekatih in rojih, če ni določeno drugače: Začni z izjavo, da pitane gosi pojedo 2 + ½ hekata hrane na dan, se pravi da je dnevna poraba (in začetni pogoj) {\displaystyle i} enak 2 + 1/2. Določi število hekatov hrane, ki jo poje 10 gosi v 10 dneh in 40 dneh. Ti količini imenuj {\displaystyle t} in {\displaystyle f}. Količino, označeno z {\displaystyle f}, pomnoži s 5/3, da dobiš količino pire {\displaystyle s}, ki jo je treba zmleti. Količino, označeno z {\displaystyle f}, pomnoži z 2/3, da dobiš potrebno količino pšenice {\displaystyle w}. Količino {\displaystyle w} deli z 10, da dobiš delež pšenice {\displaystyle p}, ki jo je treba odšteti od {\displaystyle f}. Izračunaj {\displaystyle f-p=g}, ki pomeni količino žita (verjetno moke vedjet), potrebne za pitanje gosi (domnevno za 40 dni, kar je očitno v nasprotju z začetno izjavo). Nazadnje ponovno izrazi {\displaystyle g} v dvestotnih hekatih, dvojnih hekatih in dvojnih rojih, pri čemer je 1 dvestotni hekat = 2 stotna hekata = 100 dvojnih hekatov = 200 hekatov = 32000 dvojni rojev = 64000 rojev. To končno količino imenuj {\displaystyle g_{2}} . | {\displaystyle t=25\;\;\;hekatov} {\displaystyle f=100\;\;\;hekatov} {\displaystyle s={\bigg (}1+{\frac {1}{2}}{\bigg )}sto\;\;\;hekata} {\displaystyle +{\bigg (}16+{\frac {1}{2}}+{\frac {1}{8}}+{\frac {1}{32}}{\bigg )}\;\;\;hekata+{\bigg (}3+{\frac {1}{3}}{\bigg )}\;\;\;ro} {\displaystyle w={\bigg (}{\frac {1}{3}}+{\frac {1}{4}}{\bigg )}sto\;\;\;hekata} {\displaystyle +{\bigg (}8+{\frac {1}{4}}+{\frac {1}{16}}+{\frac {1}{64}}{\bigg )}\;\;\;hekata+{\bigg (}1+{\frac {2}{3}}{\bigg )}\;\;\;ro} {\displaystyle p={\bigg (}6+{\frac {1}{2}}+{\frac {1}{8}}+{\frac {1}{32}}{\bigg )}\;\;\;hekata+{\bigg (}3+{\frac {1}{3}}{\bigg )}\;\;\;ro} {\displaystyle g={\bigg (}{\frac {1}{2}}+{\frac {1}{4}}{\bigg )}sto\;\;\;hekata} {\displaystyle +{\bigg (}18+{\frac {1}{4}}+{\frac {1}{16}}+{\frac {1}{64}}{\bigg )}\;\;\;hekata+{\bigg (}1+{\frac {2}{3}}{\bigg )}\;\;\;ro} {\displaystyle g_{2}={\bigg (}{\frac {1}{4}}{\bigg )}sto\;\;\;dvojnega\;\;\;hekata} {\displaystyle +{\bigg (}21+{\frac {1}{2}}+{\frac {1}{8}}+{\frac {1}{32}}{\bigg )}\;\;\;dvojnega\;\;\;hekata} {\displaystyle +{\bigg (}3+{\frac {1}{3}}{\bigg )}\;\;\;dvojnega\;\;\;ro} | Začetek problema 82 je zaradi napak in manjkajočih podatkov zelo težko razložiti, ker je nerazumljiv. Problem je do neke mere vseeno mogoče razložiti. Preprosto rečeno se zdi, da so obstajala določena pravila ali dobre ocene, kakšne deleže ene ali druge surovine je treba vzeti za kuhanje ali pripravo določenega proizvoda. Ahmes nekatere od teh količin preprosto zapiše kot ocene in se ne ozira na nekoliko protisloven in zmeden jezik. Problemi 82, 82B, 83 in 84 so nenavadni tudi zato, ker Ahmes za nedavnimi problemi pefsu zdaj razmišlja o prehrani živali namesto ljudi. Problema 82 in 82B uporabljata za količini {\displaystyle t} in {\displaystyle f} enoto "sto hekat". Uvedba je bolj kot ne kozmetična. V zadnjih problemih je Chace v izvirniku našel tudi veliko številčnih napak, ki jih je zaradi skladnosti popravil. |
| 82B                  | Oceni količino krme za druge gosi. Predpostavi enako stanje kot v problemu 82 z eno samo izjemo, da je začetni pogoj ali dnevni obrok krme natančno pol manjši. To pomeni, da je {\displaystyle i} = 1 + ¼. Izračunaj {\displaystyle t}, {\displaystyle f} in predvsem {\displaystyle g_{2}} z uporabo elementarne algebre, da bi preskočil vmesne korake. | {\displaystyle t={\bigg (}12+{\frac {1}{2}}{\bigg )}\;\;\;hekata} {\displaystyle f=50\;\;\;hekatov} {\displaystyle g_{2}={\bigg (}23+{\frac {1}{4}}+{\frac {1}{16}}+{\frac {1}{64}}{\bigg )}\;\;\;dvojnega\;\;\;hekata} {\displaystyle +{\bigg (}1+{\frac {2}{3}}{\bigg )}\;\;\;dvojnega\;\;\;ro} | Problem 82B je predstavljen vzporedno s problemom 82 z identičnim opisom in prepolovljenimi količinami. Zgleda, da je bil v obeh primerih Ahmesov glavni cilj izračun {\displaystyle g_{2}}. Zdaj, ko je imel izdelan postopek, se je počuti sposobnega preskočiti nekaj težavnih vmesih korakov. Marsikdo bo takoj opazil, da je problem rešljiv preprosto z deljenjem z 2, saj je {\displaystyle g_{2}} natančno polovica prejšnjega. |
| 83                   | Oceni količino hrane za različne ptice. Problem ima več komponent, ki jih je mogoče razložiti za naslednjimi pripombami: Recimo, da so v kletki štiri gosi, ki v enem dnevu pojedo 1 hinu krme. Porabo krme za eno gos {\displaystyle a_{1}} izrazi v hekatih in rojih. Recimo, da je dnevna poraba krme za gos, »ki gre na ribnik«, enaka 1/16 + 1/32 hekatov + 2 ro. Dvnevno porabo krme {\displaystyle a_{2}} izrazi v hinujih. Recimo, da je dnevna poraba krme za 10 gosi 1 hekat. Izračunaj desetdnevno porabo {\displaystyle a_{10}} in mesečno porabo {\displaystyle a_{30}} za iste živali v hekatih. Na koncu preglednice so prikazane dnevne porabe krme za eno žival različnih vrst ptic. | {\displaystyle a_{1}={\frac {1}{64}}\;\;\;hekata+3\;\;\;ro} {\displaystyle a_{2}=1\;\;\;hinu} {\displaystyle a_{10}=10\;\;\;hekatov} {\displaystyle a_{30}=30\;\;\;hekatov} {\displaystyle {\begin{bmatrix}gos&({\frac {1}{8}}+{\frac {1}{32}})&hekata&+&(3+{\frac {1}{3}})&ro\\gos-terp&({\frac {1}{8}}+{\frac {1}{32}})&hekata&+&(3+{\frac {1}{3}})&ro\\zerjav&({\frac {1}{8}}+{\frac {1}{32}})&hekata&+&(3+{\frac {1}{3}})&ro\\raca-set&({\frac {1}{32}}+{\frac {1}{64}})&hekata&+&1&ro\\gos-ser&{\frac {1}{64}}&hekata&+&3&ro\\golobica&&&&3&ro\\prepelica&&&&3&ro\\\end{bmatrix}}} | Ker se različni elementi problema 83 nanašajo na pretvorbe enot med hekati, roji in hinuji v duhu problemov 80 in 81, se porodi vprašanje, kakšni postanejo rezultati po pretvorbi v hinuje. Dnevni obroki ene gosi, gosi terp in žerjava so enaki in znašajo 5/3 hinu, obrok race set je enak 1/2 hinu, obrok gosi ser je enak 1/4 hinu, obroka golobice in prepelice pa 1/16 + 1/32 hinu. V problemu 83 je omenjeno »žito iz Sponjega Egipta«, se pravi ječmen, in na enem mestu uporablja enota sto hekatov. Raba je zgolj kozmetična. |
| 84                   | Oceni krmo za čredo volov. | {\displaystyle {\begin{bmatrix}&Hlebec&Navadna\;krma\\4\;finih\;volov&24\;hekatov&2\;hekata\\2\;fina\;vola&22\;hekatov&6\;hekatov\\3\;govedi&20\;hekatov&2\;hekata\\1\;vol&20\;hekatov&\\Skupaj&86\;hekatov&10\;hekatov\\v\;piri&9\;hekatov&(7+{\frac {1}{2}})\;hekata\\10\;dni&({\frac {1}{2}}+{\frac {1}{4}})\;c.\;hekata&({\frac {1}{2}}+{\frac {1}{4}})\;c.\;hekata\\&+15\;hekatov&\\en\;mesec&200\;hekatov&({\frac {1}{2}}+{\frac {1}{4}})\;c.\;hekata\\&&+15\;hekatov\\dvojni\;hekat&{\frac {1}{2}}\;c.\;hekata&{\frac {1}{4}}\;c.\;hekata\\&+(11+{\frac {1}{2}}+{\frac {1}{8}})\;hekata&+5\;hekatov\\&+3\;ro&\\\end{bmatrix}}} | Problem 84 je zadnji problem z matematično vsebino. Chace o njem meni, da je papirus z njim dosegel mejo nerazumljivosti in netočnosti. Enota »sto hekat«, na primer, je zaradi racionalizacije prostora zapisana s »c. hekat«. Tri »goveda« so opisana kot »navadno govedo«, da bi se razlikovala od drugih živali, koloni z rezultati v hekatih pa sta naslovljeni s »Hlebec« in »Običajna krma«. Izraz »fini voli« se nanaša na vole iz Gornjega Egipta. Tudi njihov naziv je zaradi racionalizacije prostora skrajšan. Zdi se, da se v problemu 84 poskuša prikazati postopek za računanje količine različne krme in dodatkov v podobnih pogojih kot v prejšnjih treh problemih, vendar so podatki popolnoma zmedeni. V problemu 84 je več neskladij. Začne se kot običajen problem z zgodbo, da so v hlevu štiri vrste živali s skupno deset živalmi. Zdi se, da živali potrebujejo različne količine krme, merjene v »hlebcih«, kar ustreza določeni količini »običajne krme«. Obe koloni podatkov sta v vrstici »Skupaj« pravilno sešteti, sledita pa dva podatka o »piri«, ki sta dvoumno povezana z gornjimi podatki. Podatka za »piro« sta v resnici pomnožena z 10 in prikazana v vrstici »10 dni«. Podatka v vrstici »en mesec« kljub temu nista skladna prejšnjima dvema. In nazadnje, podatka »dvojni hekat« (beri 100 dvojnih hekatov, dvojnih hekatov in dvojnih ro za te podatke) v zadnji vrstici sta približna in ne natančna, tako kot podatka v vrstici »en mesec«. |
| Št. 85               | Pod številko 85 je majhna skupina kurzivnih hieroglifov, ki bi se lahko prebrali kot »poskuša njegovo pero«. Zgleda, da so nekakšna izjava ali stavek, za katero sta predlagana dva prevoda: (1) Uniči škodljivce, miši, svež plevel, številne pajke. Moli boga za toploto, veter in visoko vodo. (2) ...glede na to, kar je vedel. | | Preostali elementi 85, 86 in 87, so različni zapisi, ki niso matematične narave, zato jih Chase v nasprotju s prejšnjimi »problemi« šteje za »številke«. Zapisani so na hrbtni strani papirusa, ločeno od bistva papirusa, ki se konča s problemom 84. |
| Št 86                | Zdi se, da je številka 86 del nekega računa ali zapiska in našteva izbor blaga in količin z besedami, ki so znane iz konteksta preostalega papirusa. Izvirno besedilo je niz vrstic zapisov, ki so v preglednici zaradi boljše preglednosti oštevilčene. | 1 ... živeti večno. Seznam živil v Hebenti... 2 ... njegov brat, Ka-mosejev spremljevalec… 3 ...v njegovem letu, srebro, 50 srebrnikov dvakrat letno... 4 ...govedo 2, v srebru 3 srebrniki letno... 5 ...eden dvakrat, to je 1/6 in 1/6, daj kot za enega... 6 ...12 hinu; to je, srebro, 1/4 srebrnika; en... 7 ...(zlato ali srebro) 5 kosov, njihova cena zato, riba, 120, dvakrat... 8 ...leto, ječmen, v četvernih hekatih, 1/2 + 1/4 od 100 hekatov 15 hekat; pira, 100 hekat... hekat... 9 ...ječmen, v četvernih hekatih, 1/2 + 1/4 od 100 hekat 15 heqat; pira, 1 + 1/2 + 1/4 krat 100 hekat 17 hekat... 10 ...146 + 1/2; ječmen, 1 + 1/2 + 1/4 krat 100 hekat 10 hekat; ra, 300 hekat... hekat... 11 ...1/2, prineslo se je vino, 1 oslovski (tovor?)... 12 ...srebro 1/2 srebrnika; ... 4; to je, v srebru... 13 ...1 + 1/4; mast, 36 hinu; to je, v srebru... 14 ...1 + 1/2 + 1/4 krat 100 hekat 21 hekat; pira, v četverhih hekatih, 400 hekat 10 hekat... 15-18 (ponovitve vrstice 14.) | Chace nakazuje, da je bila številka 86 prilepljena na skrajno levo hrbtno stran papirusa nasproti kasnejšim težavam z geometrijo na prednji strani, da bi se papirus okrepil, in jo zato šteje za kos »odpadnega papirusa«. |
| Št. 87               | Številka 87 je kratek povzetek nekaterih dogodkov. Chace meni, da je bil dodan dolgo po zaključku matematične vsebine, in navaja, da so se v njem opisani dogodki dogajali v obdobju dominacije Hiksov. Mnenje se je od takrat morda že spremenilo. | Leto 11, drugi mesec sezone žetve. Heliopolis je bil osvojen. Prvi mesec sezone poplav, 23. dan, poveljnik (?) vojske (?) napadel (?) Zaru. 25. dan, v Zaru je bilo težko vstopiti. Leto 11, prvi mesec sezone poplav, tretji dan. Setovo rojstvo; mogočnost tega boga je povzročilo, da se je slišal njegov glas. Rojstvo Izide, nebo je deževalo. | Številka 87 je nekje na sredini hrbtne stani papirusa, obdana z veliko belega nepopisanega prostora. |